# Lakka (Symbolitia)
Lakka (griechisch Λάκκα (f. sg.)) ist ein griechisches Dorf des Gemeindebezirks Symbolitia der Gemeinde Egialia in der Region Westgriechenland. Das Dorf liegt auf der nordwestlichen Peloponnes in 450 m Höhe etwa 7 km vom Golf von Korinth und 10 km von Egio entfernt und hat den Status einer Dimotiki Kinotita.

## Infrastruktur und Ortsbild
Lakka hat ein reges Dorfleben mit einem Gemeinschaftshaus und einem Kafenio als Mittelpunkt. Inzwischen haben einige Deutsche Häuser in Lakka erworben und teilweise renoviert.
Die Kirche, erbaut 1890 und 1954 um den Glockenturm erweitert, ist dem heiligen Athanasius geweiht. Der örtliche Feiertag ist der 2. Mai.
Lakka besitzt ein Wasserwerk, das 1902 der berühmte Architekt Ernst Ziller entwarf und bauen ließ. Die Kuppel des Bauwerks wurde im Zuge einer Modernisierung abgetragen. Die alte Schule in Lakka wurde mit EU-Geldern zu einem Museumsgebäude für regionale Geschichte und altes Handwerk umgebaut. Das Gebäude steht leer.

## Wirtschaft
Die Landschaft mit gelbem, lehmigem Boden wird von Olivenhainen, Mandelbäumen, Weingärten und gelegentlich Zypressen geprägt und deshalb oft mit der Toskana verglichen. Der Lehm wurde früher von den Bauern zum Hausbau verwendet. Sie leben von der Vermarktung der Oliven und des Weines. Ca. 1880 begann ein florierender Export der Korinthe (kleine schwarze Rosine), weil in Frankreich die Rosinenernten vernichtet wurden. Der Export brachte Wohlstand auf die Nordpeloponnes mit Egio als Zentrum. Während die Bauern früher Lehm zum Hausbau verwendet hatten, ließen sich die reichen Bauern Lakkas Steinhäuser errichten, die noch heute das Ortsbild prägen.

## Geschichte
Lakka wurde um 1870 verstärkt von Familien aus Achaia und Roumeli besiedelt und gehört zu den sieben Dörfern der Tsetsevochoria. Nachdem es in dem großen Dorf Tsetsevo (auf 700 m Höhe nahe Ano Salmenika am östlichen Fuß des Panachaikos) zwischen 1750 und 1775 immer wieder zu Erdbewegungen mit schweren Landsenkungen und Bergrutschen gekommen war, wurde es aufgegeben. Die Sippen zogen in die verschiedenen Winterquartiere ihrer Herden und gründeten sieben tsetsevitische Dörfer. Eines davon war Gropa, wie Lakka früher hieß. Der alte Name wird auf den damaligen ersten albanischen Siedler und Besitzer des Dorfes zurückgeführt.
1928 wurde das Dorf in Lakka umbenannt. Der Name stammt vermutlich von Lakkaki = Mulde und Lakkos = Grube, auch Tiergehege.
Das Dorf wurde 1960 durch einen Erdrutsch stark in Mitleidenschaft gezogen. In den Jahren 1973/74 offerierte der Staat den Dorfbewohnern Grundstücke in dem Gebiet Meidana/Rododafnis/Panorama. Die Umsiedlung der Mehrheit der Bewohner in die neu errichtete Wohnsiedlung Meidana erfolgte in den 1980er Jahren.
| 1830 | 1844 | 1851 | 1861 | 1879 | 1889 | 1896 | 1907 | 1920 | 1928 | 1940 | 1951 | 1961 | 1971 | 1981 | 1991 | 2001 | 2011 | 2021 |
| ---- | ---- | ---- | ---- | ---- | ---- | ---- | ---- | ---- | ---- | ---- | ---- | ---- | ---- | ---- | ---- | ---- | ---- | ---- |
| 19   | 113  | 118  | 142  | 211  | 326  | 321  | 324  | 356  | 360  | 496  | 453  | 468  | 295  | 249  | 263  | 329  | 147  | 90   |